# Lasius productus
Lasius productus är en myrart som beskrevs av Wilson 1955. Lasius productus ingår i släktet Lasius och familjen myror. Inga underarter finns listade i Catalogue of Life.